# 科米薩羅夫卡 (克拉斯諾頓區)
48°28′4″N 39°30′20″E / 48.46778°N 39.50556°E
科米薩羅夫卡（俄语：Комиссаровка），或按乌克兰语译为科米薩里夫卡（烏克蘭語：Комісарівка），法理上是烏克蘭東部盧甘斯克州卢甘斯克区的青年近衛軍城市鎮的村莊。該村面積2.11平方公里，海拔高度53米，2001年人口229，人口密度每平方公里108.8人。